# توبیاس فاس
توبیاس فاس (انگلیسی: Tobias Foss؛ زادهٔ ۲۵ مهٔ ۱۹۹۷ ‏(۲۷ سال)) دوچرخه‌سوار اهل نروژ است.
از باشگاه‌هایی که در آن بازی کرده‌است می‌توان به تیم مردان یومبو–فیسما اشاره کرد.
وی در مسابقات کشوری و بین‌المللی در مجموع برندهٔ ۱ مدال طلا شده‌است.